# Elizabetha (plante)
Genre
Classification phylogénétique
Elizabetha est un genre de plantes à fleurs dicotylédones de la famille des Fabaceae, sous-famille des Caesalpinioideae, originaire d'Amérique du Sud, qui comprend une dizaine d'espèces acceptées.

## Étymologie
Le nom générique, « Elizabetha », est un hommage à Maria Elisabeth Karoline Victoria (Élisabeth de Prusse, 1815-1885).

## Liste d'espèces
Selon The Plant List (18 octobre 2018) :
- Elizabetha bicolor  Ducke
- Elizabetha coccinea Benth.
- Elizabetha duckei Huber
- Elizabetha durissima Ducke
- Elizabetha fanshawei Cowan
- Elizabetha grahamiae Cowan
- Elizabetha leiogyne Ducke
- Elizabetha macrostachya Benth.
- Elizabetha paraensis Ducke
- Elizabetha princeps Benth.
- Elizabetha speciosa Ducke